# Baiba Bendika
Baiba Bendika (Cēsis, 27 de junio de 1991) es una deportista letona que compite en biatlón. Ganó tres medallas en el Campeonato Europeo de Biatlón, en los años 2021 y 2025.

## Palmarés internacional
| Campeonato Europeo | Campeonato Europeo       | Campeonato Europeo | Campeonato Europeo |
| Año                | Lugar                    | Medalla            | Prueba             |
| ------------------ | ------------------------ | ------------------ | ------------------ |
| 2021               | Duszniki-Zdrój (Polonia) | Medalla de oro     | Velocidad          |
| 2025               | Martello (Italia)        | Medalla de oro     | Persecución        |
| 2025               | Martello (Italia)        | Medalla de bronce  | Velocidad          |